# Alte Maße und Gewichte (Preußen)
Der Deutschordensstaat führte in der kulmischen Handfeste vom 28. Dezember 1233 erstmals auf Gebieten im späteren Preußen ein Längen- und Feldmaß ein. Es handelte sich dabei um ein in Mitteleuropa sehr weit verbreitetes Längenmaß, ein Fuß von gut 288 mm. Es wurde um 1440 durch das sogenannte kulmische Maß abgelöst. Durch die Verordnung vom 27. September 1577 trat das etwas längere modifiziertes Maß in Kraft, das noch um 1793 verbindlich war. Daneben galt ab 1721 das sogenannte oletzkoische Maß.
In der Praxis wurden die verschiedenen Maßwechsel aber nicht immer und überall nachvollzogen. So gestand ein Edikt von 1755 den „adeligen, kölmischen Frei- und Schatull-Gütern“ zu, weiterhin das neukulmische Maß zu verwenden. Auf den königlichen Bauerngütern galt das oletzkoische Maß, während die königlichen Domänen bereits 1755 das magdeburgische Maß einführten, das ab 1793 in ganz Preußen verbindlich wurde.
Am 16. Mai 1816 wurde im Königreich Preußen ein neues Maß- und Gewichtssystem eingeführt. Es bestand bis 1872, als die Norddeutsche Maß- und Gewichtsordnung von 1868 das metrische System einführte.

## Alte preußische Längen- und Flächenmaße
Das erste Längen- und Feldmaß ist im 13. Jh. von den deutschen Ordensrittern in ihrem später Preußen genannten Gebiet um Kulm eingeführt worden. Es handelte sich hierbei vermutlich um das Flammische Maß. Bestätigt wird dies durch ein Privileg, welches der Hochmeister Hermann von Salza im Jahre 1233 dem Kulmer Land gegeben hat, in welchem es geheißen hat: „Wir ordnen und setzen, dass das Maß der Huben nach dem Flammischen Gebrauch beibehalten werden soll“. Um welches Maß es sich hierbei gehandelt hat, konnte bisher nicht festgestellt werden. Es steht nur fest, dass die flammische Rute 7 1⁄2 Ellen gehabt hat. Im Laufe der Jahre scheint sich dieses Maß immer weiter verschlechtert zu haben, so dass es im Jahr 1440 auf einem Landtag der preußischen Stände zu scharfen Protesten gekommen ist. Als Folge dieser Proteste wurde das Maß der Rute neu definiert und durch entsprechende Markierungen an der Marienkirche zu Kulm für alle Zeiten dokumentiert. Anhand dieser Markierungen konnte später festgestellt werden, dass die Rute 7 1⁄2 Ellen lang war und die Elle in zwei Fuß eingeteilt war. Der Fuß wurde zur damaligen Zeit gewöhnlich in 1⁄2 – 1⁄4 – 1⁄8 – 1⁄16 – 1⁄32 eingeteilt. Dieses Maß wurde später als das altkulmische-Maß bezeichnet.
Nachdem ab 1454 infolge des Dreizehnjährigen Krieges sich zunächst Preußen Königlichen Anteils, darunter die Städte Danzig, Thorn und Elbing, dem polnischen König unterstellte, wurde das verbleibende Gebiet der Ordensritter nach dem Reiterkrieg 1525 zum protestantischen Herzogtum Preußen, einem Lehen des polnischen Königs. Durch die Verbindungen zu Polen-Litauen kam es zu Konflikten, der junge Herzog Albrecht Friedrich von Preußen verfiel in Depressionen, und der Markgraf Georg Friedrich von Brandenburg-Ansbach wurde als Administrator eingesetzt. Nach Beschwerden der preußischen Stände über die Länge des Maßes wurde von Georg Friedrich am 27. September 1577 ein modifiziertes Längenmaß eingeführt, bei welchem die Elle um zwei Mannesdaumen verlängert wurde. In einer Protokollnotiz wurde weiter festgehalten, dass die Rute achtehalb Kulmische Ellen und zwei Mannsdaumen lang sein soll und die Seillänge 10 Ruten betragen soll. Dieses Maß wurde später als das neukulmische-Maß bezeichnet.
Nachdem der brüggische Mathematiker Simon Stevin 1585 die Dezimalrechnung erfunden hatte, wurde zum Ausmessen der Ländereien die Rute in 10 Dezimalfuß, der Dezimalfuß in 10 Dezimalzoll und der Dezimalzoll in 10 Dezimallinien eingeteilt. Bereits für 1726 gibt es Hinweise auf die Verwendung der Dezimaleinteilung.

### Das alt-kulmische Maß
| Längenmaße                |   |       |                   |   |            |              |
| Linie                     |   |       |                   | ≈ | 2,000      | mm           |
| Zoll                      | = | 12    | Linien            | ≈ | 24,010     | mm           |
| Fuß                       | = | 12    | Zoll              | ≈ | 28,812     | cm           |
| Elle                      | = | 2     | Fuß               | ≈ | 57,624     | cm           |
| Rute                      | = | 15    | Fuß               | ≈ | 4,3218     | m            |
| Meile                     | = | 27000 | Fuß               | ≈ | 7779,240   | m            |
| Hohlmaß (Getreidemaß)     |   |       |                   |   |            |              |
| Scheffel                  | ≈ | 2743  | Pariser Kubikzoll | ≈ | 54,410     | Liter        |
| Hohlmaß (Flüssigkeitsmaß) |   |       |                   |   |            |              |
| Stof                      | ≈ | 69,80 | Pariser Kubikzoll | ≈ | 1,385      | Liter        |
| Flächenmaß                |   |       |                   |   |            |              |
| Morgen                    | = | 300   | Quadratruten      | ≈ | 5603,290   | Quadratmeter |
| Hufe                      | = | 30    | Morgen            | ≈ | 168098,690 | Quadratmeter |

### Das neu-kulmische Maß
| Längenmaße                |   |      |                   |   |            |              |
| Linie                     |   |      |                   | ≈ | 2,032      | mm           |
| Zoll                      | = | 12   | Linien            | ≈ | 24,380     | mm           |
| Fuß                       | = | 12   | Zoll              | ≈ | 29,261     | cm           |
| Elle                      | = | 2    | Fuß               | ≈ | 58,524     | cm           |
| Rute                      | = | 15   | Fuß               | ≈ | 4,3892     | m            |
| Meile                     | = | 1800 | Ruten             | ≈ | 7900,500   | m            |
| Hohlmaß (Getreidemaß)     |   |      |                   |   |            |              |
| Scheffel                  | ≈ | 2640 | Pariser Kubikzoll | ≈ | 52,400     | Liter        |
| Hohlmaß (Flüssigkeitsmaß) |   |      |                   |   |            |              |
| Stof                      | ≈ | 72   | Pariser Kubikzoll | ≈ | 1,428      | Liter        |
| Flächenmaß                |   |      |                   |   |            |              |
| Morgen                    | = | 300  | Quadratruten      | ≈ | 5779,630   | Quadratmeter |
| Hufe                      | = | 30   | Morgen            | ≈ | 173388,940 | Quadratmeter |

## Preußische Maße und Gewichte (1693–1872)
Bedingt durch das Streben nach einem einheitlichen Wirtschaftsraum, versuchte man schon frühzeitig in Brandenburg-Preußen ein einheitliches Maß- und Gewichtssystem einzuführen.
Den ersten Hinweis auf die Einführung einheitlicher Maße und Gewichte gibt es in einem preußischen Patent vom 13. März 1693, in dem es heißt: „Das Gewicht, Maaß, Ellen und Gefäß richtig zuhaben und wie es zu zeichnen“. Um welches Maß und Gewicht es sich hierbei gehandelt hat, ist nicht bekannt.
Der nächste Hinweis stammt aus dem Jahr 1713. In einem Edikt vom 16. Januar 1713 wird angewiesen, dass in der gesamten Kurmark Gleichheit in Maß, Scheffel, Elle und dem Gewicht eingeführt und das Berliner Gewicht zu Grunde gelegt werden soll. Aus dieser Festlegung konnten sich auf Dauer, d. h. bis 1816 nur die Berliner Elle, das Berliner Quart sowie der Berliner Scheffel und die hiervon abgeleiteten Maße halten. Der Berliner Fuß wurde bereits 1773 zugunsten des rheinländischen Fußes wieder abgeschafft. Auch diese Maße waren lange kein einheitliches Maß. So gab es z. B. nach Johann Friedrich Hauschild im Großherzogtum Baden um 1800 noch 112 verschiedene Ellen, 92 verschiedene Flächen- und Fruchtmaße, 65 verschiedene Holzmaße, 123 verschiedene Ohm- und Eimermaße usw. Da es zum damaligen Zeitpunkt kein natürliches Element gab, auf welches man sich als einheitliches Maß hätte verständigen können, wählte man auf Grund seiner Verbreitung den französischen königlichen Fuß (Pied de Roi) als Vergleichsmaß, wobei dieser mit 144 Linien (1 Fuß = 12 Zoll a. 12 Linien) bewertet wurde. Entsprechend dieser Vereinbarung konnten nun die entsprechenden Fußmaße bewertet und zueinander in Beziehung gesetzt werden. Auf Grund von örtlichen Verschiedenheiten wurden in Preußen nun die unterschiedlichsten Faktoren für eine Umrechnung des rheinländischen Fußen vorgeschlagen, so z. B. 1771 vom königlichen Ober-Bau-Departement der Wert von 139,13 Linien. Dieser Wert wurde schließlich auch am 28. Oktober 1773 durch einen Direktorialbefehl für Preußen, den Marken und für Pommern als verbindlich festgeschrieben. Nach dieser Festlegung war die rheinländische Rute 1669,56 Pariser Linien lang. Gemäß einer Verordnung der französischen Regierung vom 13. Brumaire im Jahre 9 der neuen französischen Zeitrechnung (2. November 1801) wurde festgelegt, dass der Meter (definitiv) 3,078444 Pariser Fuß oder 443,295936 Pariser Linien enthalten soll. Aus dieser Festlegung ergab sich ein rechnerischer Wert von 2,2558294 mm für eine Pariser Linien. Diese Rute wurde je nach dem Verwendungszweck als Werkrute in 12 Teile (Duodezimal) oder als Feldrute für die Vermessung der Ländereien in 10 Teile (Dezimal) geteilt.
Einen ähnlichen Vergleichswert gab es für die Hohlgefäße nicht. Die Größe dieser Einheiten wurde mittels sogenannter Probegefäße bestimmt, welche von den damaligen Obrigkeiten vorgegeben wurden. Absolute Zahlenwerte gab es hierfür nicht. Erst 1797 wurden von Johann Albert Eytelwein umfangreiche Messungen an noch in Berlin vorhandenen Probegefäßen für den Berliner Scheffel aus dem Jahr 1722 und an dem Probegefäß für das Berliner Quart, gleichfalls aus dem Jahr 1722 durchgeführt. Hierbei wurde von ihm festgestellt, dass der Berliner Scheffel ein Volumen von 3058,9271 rheinländischen Kubikzoll bzw. 2758,9511 Pariser Kubikzoll hatte. Dieses entsprach einem Inhalt von 54,725 Liter. Für das Quart, welches als Grundmaß zur Ausmessung von Flüssigkeiten diente, ermittelte er ein Volumen von 65,4145 rheinländischen Kubikzoll bzw. 59 Pariser Kubikzoll. Dieses entsprach einem Volumen von 1,1703 Liter.

### Längenmaße

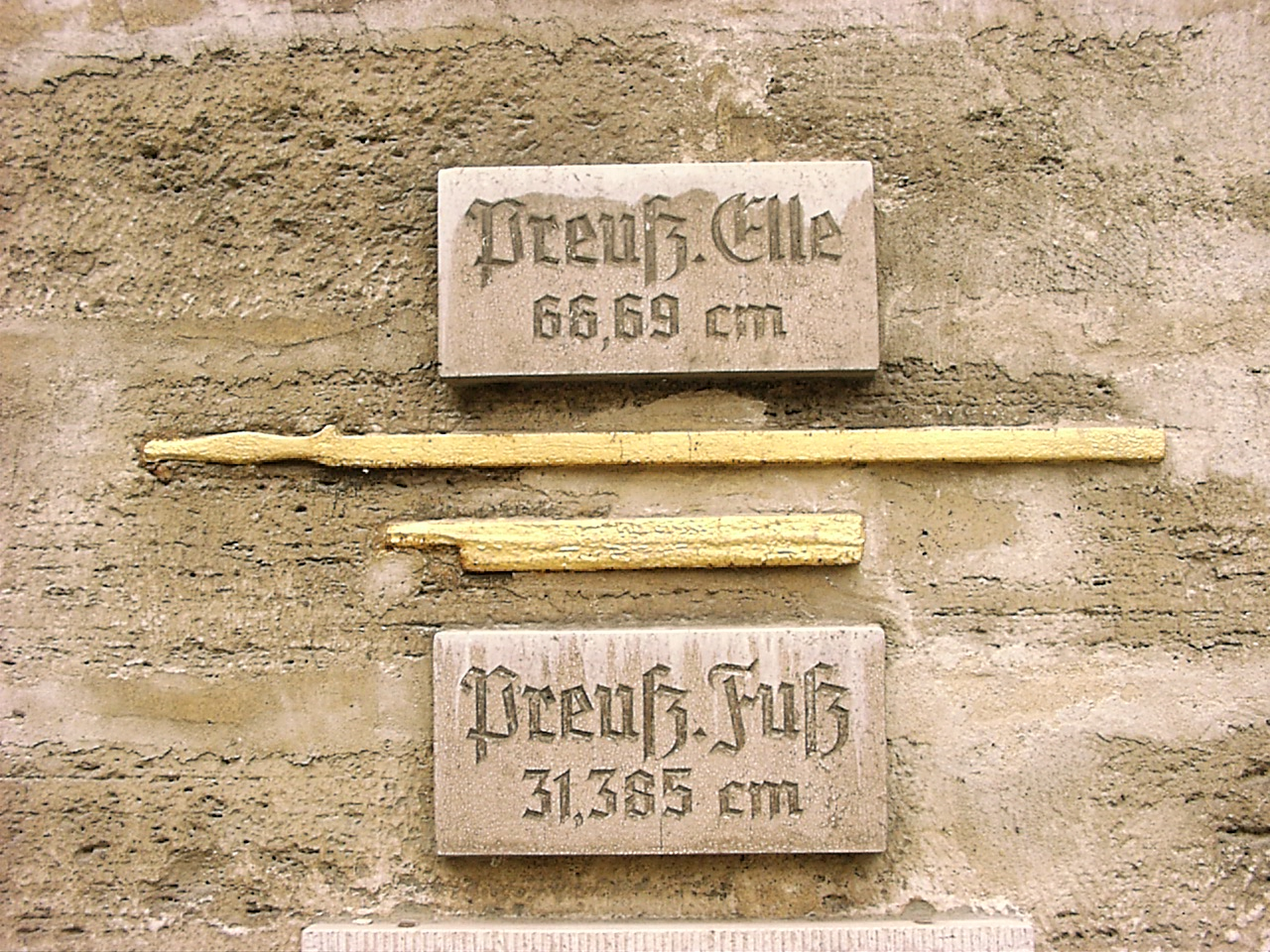
Preußische Elle und Fuß (1773) am Rathaus Bad Langensalza.

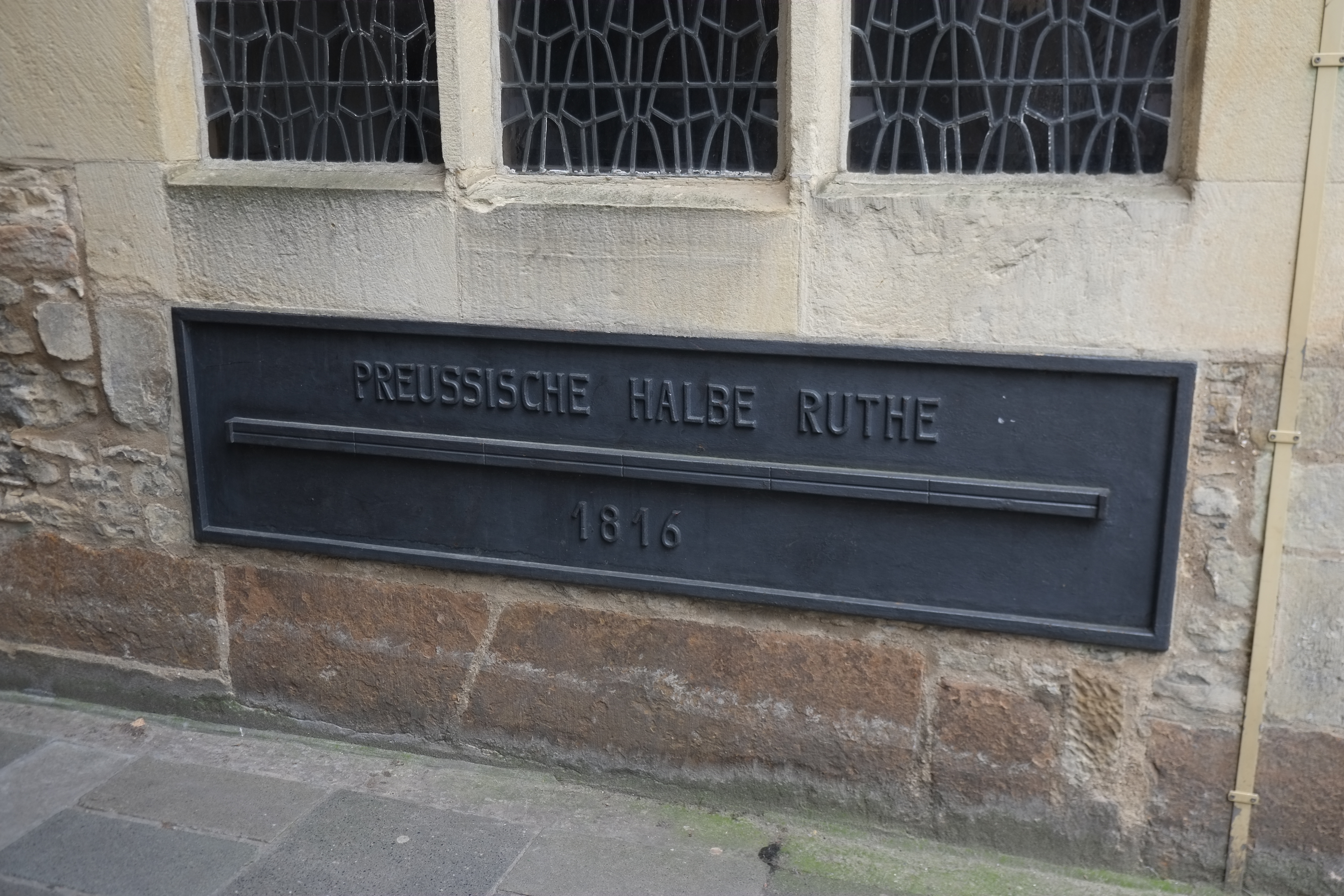
1/2 Preußische Rute von 1816 am Historischen Rathaus Münster

In Bezug auf die Längenmaße muss zwischen 3 verschiedenen Perioden unterschieden werden:
1. Das Berliner Maß zwischen 1713 und 1773.
2. Das rheinländische oder auch sogenannte brandenburgische Maß zwischen 1773 und 1816.
3. Das preußische Maß nach 1816.
Zu 1.: Die Grundlage für das Berliner Maß bildete nach dem Edikt vom 16. Januar 1713 der Berliner Fuß, für welchen eine Länge von 137,3 Pariser Linien festgestellt worden war.
Längenmaße
| Linie |   |        |                | ≈ | 3,226   | mm |
| Zoll  | = | 8      | Linien         | ≈ | 25,81   | mm |
| Fuß   | = | 12     | Zoll           | ≈ | 30,9725 | cm |
| Rute  | = | 12     | Fuß            | ≈ | 3,717   | m  |
| Elle  | = | 295,60 | Pariser Linien | ≈ | 66,682  | cm |
| Meile |   |        |                |   |         |    |

Zu 2.: Die Grundlage des rheinländischen oder brandenburgischen Maßes war der rheinländische Fuß, für den laut einem Direktorialbefehl vom 28. Oktober 1773 eine Länge von 139,13 Pariser Linien festgelegt worden war.
| Längenmaße, Werkmaß = Duodezimalteilung |   |       |                |   |         |    |
| Skrupel                                 |   |       |                | ≈ | 0,182   | mm |
| Linie                                   | = | 12    | Skrupel        | ≈ | 2,179   | mm |
| Zoll                                    | = | 12    | Linien         | ≈ | 26,15   | mm |
| Fuß                                     | = | 12    | Zoll           | ≈ | 31,3854 | cm |
| Rute                                    | = | 12    | Fuß            | ≈ | 3,766   | m  |
| Meile                                   | = | 2000  | Ruten          | ≈ | 7,532   | km |
| Elle                                    | = | 296,0 | Pariser Linien | ≈ | 66,772  | cm |
| Längenmaße, Feldmaß = Dezimalteilung    |   |       |                |   |         |    |
| Zoll                                    | = |       |                | ≈ | 37,66   | mm |
| Fuß                                     | = | 10    | Zoll           | ≈ | 37,66   | cm |
| Rute                                    | = | 10    | Fuß            | ≈ | 3,766   | m  |
| Meile                                   | = | 2000  | Ruten          | ≈ | 7,532   | km |

1780 wurde auf Veranlassung des königlichen Bergwerks-Departement festgelegt, dass das preußische Lachter 80 rheinländische Zoll lang sein sollte.
| Lachtersekunden |   |    |                 | ≈ | 0,026 | mm |
| Lachterprimen   | = | 10 | Lachtersekunden | ≈ | 0,261 | mm |
| Lachterzoll     | = | 10 | Lachterprimen   | ≈ | 2,615 | cm |
| Achtel          | = | 10 | Lachterzoll     | ≈ | 26,15 | cm |
| Lachter         | = | 8  | Achtel          | ≈ | 2,092 | m  |

zu 3. Mit der Einführung der neuen Maß- und Gewichtsordnung am 16. Mai 1816 ergaben sich für die Längenmaße, mit Ausnahme der Elle, keine Veränderungen. Sie wurden jetzt lediglich noch als ein preußisches Maß bezeichnet. Die entsprechenden Paragraphen lauteten:
§ 1. Das Grundmaß für sämtliche Preußische Staaten ist der Preußische Fuß.
§ 2. Unter dieser Benennung soll der seit dem 28. Oktober 1773 in Preußen, den Marken und Pommern eingeführte sogenannte rheinländische Werkfuß verstanden werden.
§ 3. Er enthält 139,13 Linien des in wissenschaftlichen Verhandlungen allgemein bekannten Pariser Fußes.
§ 7. Die Berliner Elle soll fortan fünfundzwanzig und einen halben Zoll enthalten. 1 Elle = 25,5 Zoll = 295,65 Pariser Linien = 66,694 cm.
| Preußische Längenmaße und ihre Umrechnung gemäß „Maaß- und Gewichtordnung für die Preußischen Staaten“ von 1816. | Preußische Längenmaße und ihre Umrechnung gemäß „Maaß- und Gewichtordnung für die Preußischen Staaten“ von 1816. | Preußische Längenmaße und ihre Umrechnung gemäß „Maaß- und Gewichtordnung für die Preußischen Staaten“ von 1816. | Preußische Längenmaße und ihre Umrechnung gemäß „Maaß- und Gewichtordnung für die Preußischen Staaten“ von 1816. | Preußische Längenmaße und ihre Umrechnung gemäß „Maaß- und Gewichtordnung für die Preußischen Staaten“ von 1816. | Preußische Längenmaße und ihre Umrechnung gemäß „Maaß- und Gewichtordnung für die Preußischen Staaten“ von 1816. | Preußische Längenmaße und ihre Umrechnung gemäß „Maaß- und Gewichtordnung für die Preußischen Staaten“ von 1816. | Preußische Längenmaße und ihre Umrechnung gemäß „Maaß- und Gewichtordnung für die Preußischen Staaten“ von 1816. | Preußische Längenmaße und ihre Umrechnung gemäß „Maaß- und Gewichtordnung für die Preußischen Staaten“ von 1816. | Preußische Längenmaße und ihre Umrechnung gemäß „Maaß- und Gewichtordnung für die Preußischen Staaten“ von 1816. |
| --- | --- | --- | --- | --- | --- | --- | --- | --- | --- |
| | Meter | Preuß. Linie | Preuß. Zoll | Preuß. Fuß | Preuß. Elle | Preuß. Faden | Preuß. Lachter                                                                                                   | Preuß. Ruthe | Pariser Linie |
| 1 Preußische Linie                                                                                               | 0,002179538 | Preuß. Linie | Preuß. Zoll | Preuß. Fuß | Preuß. Elle | Preuß. Faden | Preuß. Lachter                                                                                                   | Preuß. Ruthe | |
| 1 Preußischer Zoll                                                                                               | 0,026154462 | 12 | Preuß. Zoll | Preuß. Fuß | Preuß. Elle | Preuß. Faden | Preuß. Lachter                                                                                                   | Preuß. Ruthe | |
| 1 Preußischer Fuß                                                                                                | 0,313853543 | 144 | 12,0 | Preuß. Fuß | Preuß. Elle | Preuß. Faden | Preuß. Lachter                                                                                                   | Preuß. Ruthe | 139,13 |
| 1 Berliner Elle                                                                                                  | 0,666938778 | 306 | 25,5 | 2,125 | Preuß. Elle | Preuß. Faden | Preuß. Lachter                                                                                                   | Preuß. Ruthe | |
| 1 Faden (Seewesen)                                                                                               | 1,883121258 | 864 | 72,0 | 6 | 6⁄25,5 · 12 | Preuß. Faden | Preuß. Lachter                                                                                                   | Preuß. Ruthe | |
| 1 Lachter (Bergbau)                                                                                              | 2,092356953 | 960 | 80,0 | 80⁄12 | 80⁄25,5 | 80⁄144 | Preuß. Lachter                                                                                                   | Preuß. Ruthe | |
| 1 Preußische Ruthe                                                                                               | 3,766242516 | 1728 | 144,0 | 12 | 144⁄25,5 | 2 | 1,8 | Preuß. Ruthe | |
| 1 Preußische Meile                                                                                               | 7532,485032000                                                                                                   | 3456000 | 288000,0 | 24000 | 144⁄25,5 · 2000                                                                                                  | 4000 | 3600 | 2000 | |
| 1 Meter, Paris 1799                                                                                              | {\displaystyle 1}                                                                                                | | | {\displaystyle {\tfrac {443{,}296}{139{,}13}}=3{,}1861995}                                                       | | | | | {\displaystyle 443{,}296}                                                                                        |
| Sekundenpendel, Berlin 1835                                                                                      | {\displaystyle 0{,}9942318}                                                                                      | {\displaystyle 456{,}1626}                                                                                       | | | | | | | {\displaystyle 440{,}739}                                                                                        |

### Flächenmaße
Unter dem Begriff Flächenmaß werden im Wesentlichen die Bestimmungen und Maße, welche zur Ausmessung der Ländereien dienten, zusammengefasst.
Eine solche Regelung findet man in einer 1667 ergangenen Instruktion von Churfürst Friedrich Wilhelm zu Brandenburg, in der festgelegt war, wie die Ausmessung der Felder in Pommern angestellt werden sollte.
In der Instruktion wurde angewiesen, dass
| 300 |  | Quadratruten | = | 1 | Morgen       |
| 15  |  | Morgen       | = | 1 | Hacken-Hufe  |
| 30  |  | Morgen       | = | 1 | Land-Hufe    |
| 45  |  | Morgen       | = | 1 | Trippel-Hufe |
| 60  |  | Morgen       | = | 1 | Hager-Hufe   |

sein sollen. Über die Größe der Rute wurde in der Instruktion keine Angaben gemacht.
In einem weiteren Reglement vom 19. Februar 1704 wurde angewiesen, dass öffentliche Vermessungen nach dem Magdeburger Maß durchgeführt werden sollten.
| 1  |  | Morgen      | = | 180 | Quadratruten rheinländisch |
| 1  |  | Quadratrute | = | 144 | Quadratfuß rheinländisch   |
| 30 |  | Morgen      | = | 1   | Hufe                       |

Auch für diese Rute ist die absolute Größe nicht bekannt. Erst für die Zeit nach dem 28. Oktober 1773 ist die Länge der rheinländischen Rute mit ≈ 3,766 m als verbindlich festgelegt worden.
Das oletzkoische Maß
1721 wurde von König Friedrich Wilhelm I. für die Vermessung der königlichen Domänen auf einer Zusammenkunft der Stände in Olezko ein weiteres Maß eingeführt, welches als das oletzkoische Maß bezeichnet wurde. Basis des oletzkoischen Maßes war eine Rute bestehend aus 15 Fuß und einer Länge von 1848,45 Pariser Linien.
| Längenmaße  |   |      |              |   |         |              |
| Zoll        |   |      |              | ≈ | 23,165  | mm           |
| Fuß         | = | 12   | Zoll         | ≈ | 27,798  | cm           |
| Rute        | = | 15   | Fuß          | ≈ | 4,1697  | m            |
| Meile       | = | 1800 | Ruten        | ≈ | 7505,46 | m            |
| Flächenmaß  |   |      |              |   |         |              |
| Quadratrute |   |      |              | ≈ | 17,387  | Quadratmeter |
| Morgen      | = | 300  | Quadratruten | ≈ | 5216,12 | Quadratmeter |
| Hufe        | = | 30   | Morgen       | ≈ | 156485  | Quadratmeter |

Durch das Feldmesser-Reglement vom 28. Mai 1793 wurde für alle Vermessungen im preußischen Staat das Magdeburger Maß für verbindlich erklärt. In Preußen waren zu diesem Zeitpunkt offiziell 5 verschiedene Ruten in Verwendung.
1. Die alt-kulmische Rute
2. Die neu-kulmische Rute
3. Die oletzkoische Rute
4. Die rheinländische oder brandenburgische Rute
5. Die Teichgräberrute.

Neben den vorstehend genannten Ruten bzw. Flächenmaßen waren in den preußischen Provinzen teilweise noch folgende Ruten bzw. Flächenmaße im Umlauf.
1. In Brandenburg und der Neumark:
Die Soldinische Rute mit einer Länge von 1959,418 Pariser Linien.
| 1 | Rute        |   |     |              | ≈ | 4,420      | m            |
| 1 | Quadratrute |   |     |              | ≈ | 19,5373    | Quadratmeter |
| 1 | Morgen      | = | 300 | Quadratruten | ≈ | 5861,185   | Quadratmeter |
| 1 | Hufe        | = | 30  | Morgen       | ≈ | 175835,500 | Quadratmeter |

Die altcüstrinsche Kammerrute mit einer Länge von 2121,732 Pariser Linien.
| 1 | Rute        |   |     |              | ≈ | 4,786      | m            |
| 1 | Quadratrute |   |     |              | ≈ | 22,9083    | Quadratmeter |
| 1 | Morgen      | = | 300 | Quadratruten | ≈ | 6872,500   | Quadratmeter |
| 1 | Hufe        | = | 30  | Morgen       | ≈ | 206175,000 | Quadratmeter |

Die Neumärkische große Landrute mit einer Länge von 16 Fuß preußisches Werkmaß.
| 1 | Rute        |   |     |              | ≈ | 5,0216   | m            |
| 1 | Quadratrute |   |     |              | ≈ | 25,2170  | Quadratmeter |
| 1 | Morgen      | = | 300 | Quadratruten | ≈ | 7565,100 | Quadratmeter |

2.Vorpommern:
Die pommersche Matrikularrute mit einer Länge von 14 Fuß-10{\displaystyle {\tfrac {2}{3}}} Zoll preußischem Werkmaß.
| 1 | Rute        |   |     |              | ≈ | 4,6730   | m            |
| 1 | Quadratrute |   |     |              | ≈ | 21,837   | Quadratmeter |
| 1 | Morgen      | = | 300 | Quadratruten | ≈ | 6550,905 | Quadratmeter |

Mit der Einführung der neuen Maß- und Gewichtsordnung am 16. Mai 1816 ergaben sich für die Flächenmaße folgende Änderung: laut § 10 enthält der preußische Morgen 180 preußische Quadratruten. In öffentlichen Verhandlungen wird nach Hufen nicht mehr gerechnet.
| Preußische Flächenmaße und ihre Umrechnung gemäß „Maaß- und Gewichtordnung für die Preußischen Staaten“ von 1816. | Preußische Flächenmaße und ihre Umrechnung gemäß „Maaß- und Gewichtordnung für die Preußischen Staaten“ von 1816. | Preußische Flächenmaße und ihre Umrechnung gemäß „Maaß- und Gewichtordnung für die Preußischen Staaten“ von 1816. | Preußische Flächenmaße und ihre Umrechnung gemäß „Maaß- und Gewichtordnung für die Preußischen Staaten“ von 1816. | Preußische Flächenmaße und ihre Umrechnung gemäß „Maaß- und Gewichtordnung für die Preußischen Staaten“ von 1816. | Preußische Flächenmaße und ihre Umrechnung gemäß „Maaß- und Gewichtordnung für die Preußischen Staaten“ von 1816. | Preußische Flächenmaße und ihre Umrechnung gemäß „Maaß- und Gewichtordnung für die Preußischen Staaten“ von 1816. | Preußische Flächenmaße und ihre Umrechnung gemäß „Maaß- und Gewichtordnung für die Preußischen Staaten“ von 1816. | Preußische Flächenmaße und ihre Umrechnung gemäß „Maaß- und Gewichtordnung für die Preußischen Staaten“ von 1816. |
| --- | --- | --- | --- | --- | --- | --- | --- | --- |
| | Quadratmeter | Preuß. Quadratzoll                                                                                                | Preuß. Quadratfuß                                                                                                 | Berliner Quadratelle                                                                                              | Preuß. Quadratlachter                                                                                             | Preuß. Quadratruthe                                                                                               | Preuß. Morgen | |
| 1 Preuß. Quadratzoll                                                                                              | 0,000684 | Preuß. Quadratzoll                                                                                                | Preuß. Quadratfuß                                                                                                 | Berliner Quadratelle                                                                                              | Preuß. Quadratlachter                                                                                             | Preuß. Quadratruthe                                                                                               | Preuß. Morgen | |
| 1 Preuß. Quadratfuß                                                                                               | 0,098504 | 144,00 | Preuß. Quadratfuß                                                                                                 | Berliner Quadratelle                                                                                              | Preuß. Quadratlachter                                                                                             | Preuß. Quadratruthe                                                                                               | Preuß. Morgen | |
| 1 Berliner Quadratelle                                                                                            | 0,444807 | 650,25 | 4,515625 | Berliner Quadratelle                                                                                              | Preuß. Quadratlachter                                                                                             | Preuß. Quadratruthe                                                                                               | Preuß. Morgen | |
| 1 Preuß. Quadratlachter                                                                                           | 4,377960 | 6400,00 | 44,444440 | 9,84237 | Preuß. Quadratlachter                                                                                             | Preuß. Quadratruthe                                                                                               | Preuß. Morgen | |
| 1 Preuß. Quadratruthe                                                                                             | 14,184600 | 20736,00 | 144,000000 | 31,88930 | 003,24 | Preuß. Quadratruthe                                                                                               | Preuß. Morgen | |
| 1 Preuß. Morgen                                                                                                   | 2553,220000 | 3732480,00 | 25920,000000 | 5740,07000 | 583,20 | 180 | Preuß. Morgen | |
| 1 Preuß. Quadratmeile                                                                                             | {\displaystyle 56{,}7383\cdot 10^{6}}                                                                             | {\displaystyle 82944\cdot 10^{6}}                                                                                 | {\displaystyle 576\cdot 10^{6}}                                                                                   | {\displaystyle 127{,}56\cdot 10^{6}}                                                                              | {\displaystyle 12{,}96\cdot 10^{6}}                                                                               | {\displaystyle 4\cdot 10^{6}}                                                                                     | {\displaystyle 22222{,}{\overline {2}}}                                                                           | |

### Artillerie-Maß
Auch für das preußische Artillerie-Maß muss mindestens zwischen 3 verschiedenen Perioden unterschieden werden.
1. Das alte preußische Artillerie-Maß für den Zeitraum vor 1773.
2. Das preußische Artillerie-Maß für den Zeitraum zwischen 1773 und 1816.
3. Das preußische Artillerie-Maß für den Zeitraum zwischen 1816 und 1872.

zu 1. Über die Größe des preußischen Artillerie-Maßes für diesen Zeitraum liegen keine genauen Angaben vor, da erst 1773 das preußische Maß genau definiert worden ist.
zu 2. Das preußische Artillerie-Maß für diesen Zeitraum hat eine Sonderstellung in Bezug auf seine Einteilung. Während in der Normaleinteilung die Einteilung eine duodezimale ist, ist bei dem Artillerie-Maß die Rute in Fuß und Zoll duodezimal geteilt, während der Zoll in Linien und Skrupel oder Punkte dezimal geteilt ist.
| Einteilung |   |    |         |   |         |    |
| Skrupel    |   |    |         | ≈ | 0,2615  | mm |
| Linie      | = | 10 | Skrupel | ≈ | 2,6154  | mm |
| Zoll       | = | 10 | Linien  | ≈ | 26,15   | mm |
| Fuß        | = | 12 | Zoll    | ≈ | 31,3854 | cm |
| Rute       | = | 12 | Fuß     | ≈ | 3,766   | m  |

zu 3. Mit der Einführung der neuen Maß- und Gewichtsordnung am 16. Mai 1816 ergaben sich folgende Änderungen. Während die Einteilung der Rute in 12 Fuß und des Fußes in 12 Zoll erhalten blieb, wurde die Einteilung des Zolls in Linien und Punkte ersatzlos gestrichen. Diese kleineren Einheiten wurden ohne besondere Benennung dem Zoll als Dezimalstellen zugeordnet.

### Wegemaß (Preußische Meile)

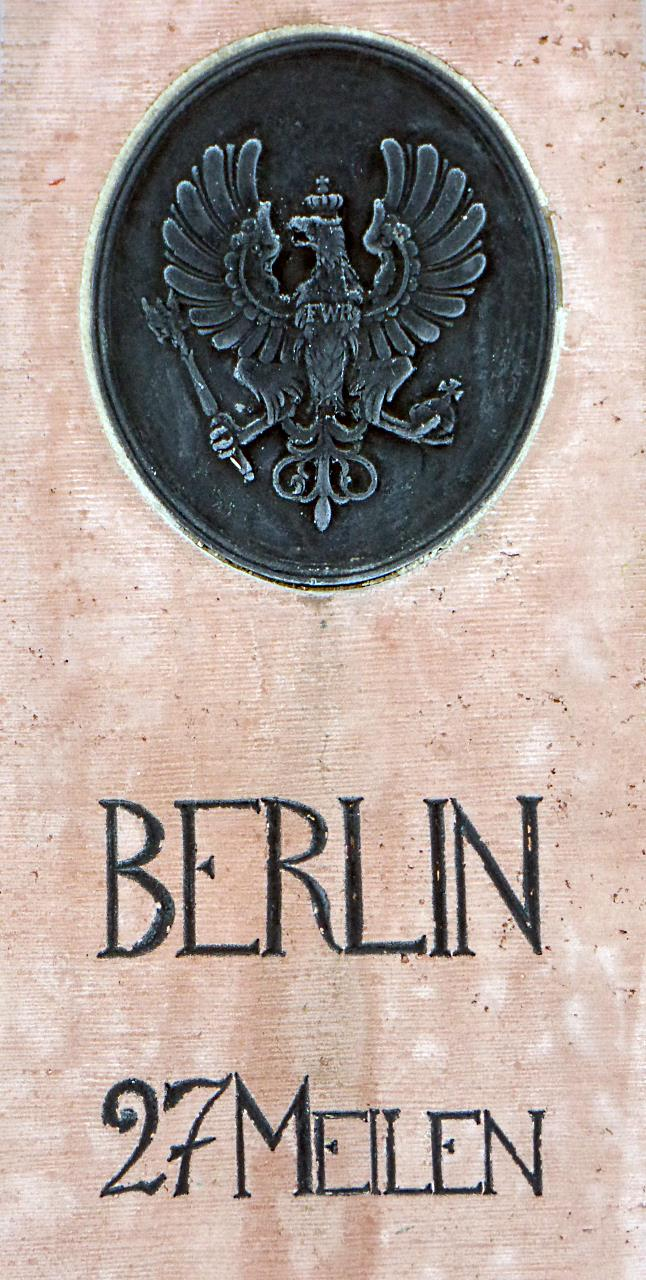
Aufschrift eines restaurierten Meilensteins an der Landstraße zwischen Eisleben und Sangerhausen. Die 27 Landmeilen nach Berlin entsprechen gut 200 Kilometern.

Mit dem Begriff Meile wurde ursprünglich ein altes römisches Wegemaß bezeichnet. Dieses hatte eine Länge von 1000 Schritt, jeder zu fünf römischen Fuß gerechnet. Im Laufe der Jahrhunderte hatte sich dieses Maß jedoch so stark verändert, dass letztlich kein Mensch mehr die Übersicht über die tatsächliche Länge einer Meile hatte.
Um aber bei dieser Vielzahl von unterschiedlichen Benennungen noch eine Übersicht zu behalten, wurde vorgeschlagen, ein übergeordnetes Referenzmaß festzulegen zu dem man dann die jeweiligen örtlichen Meilen in ein bestimmtes Verhältnis setzen konnte. Als Referenzmaß für eine Meile wurde dann schließlich der 15. Teil eines Meridiangrades festgelegt. Nach einer von französischen Gelehrten zwischen 1793 und 1798 erfolgten Meridianvermessung zwischen Dünkirchen und Barcelona betrug die Länge des 45. Breitengrades 57.008,222 Toise. Der 15. Teil betrug also 3800,548 Toisen, welche nach der französischen Maßfestlegung von 1801 einer Länge von 7407,404 Meter entsprach. Diese so festgelegte Meile wurde als (französische) geographische Meile bezeichnet.
Alle Meilenmaße, die ungefähr 7,5 Kilometern entsprechen, entsprechen auch ungefähr 10.000 Schritten. Sie konnten in der Praxis zu Abschätzung von Reisezeiten eingesetzt werden. Zu Fuß beträgt eine solche Meile in etwa zwei Wegstunden, und mit der Postkutsche oder mit einem Reitpferd konnte sie in ungefähr einer Stunde zurückgelegt werden.
Auf Grund der Unsicherheit, welche zum damaligen Zeitpunkt bezüglich der Größe der Erdabplattung noch bestand, wurde in Preußen von Georg Simon Klügel (1739–1812) nicht der 15. Teil eines Meridiangrades, sondern der 15. Teil eines Äquatorgrades als Referenzmaß festgelegt. Von Klügel wurde der 15. Teil eines Äquatorgrades mit einer Länge von 22869,5 Pariser oder 23661 rheinländischen Fuß festgestellt. Dieses entsprach nach der französischen Maßfestlegung von 1801 einer Länge von 7428,013 Meter. Diese Meile wurde als (deutsche) geographische Meile bezeichnet.
Auf Grund der geringen Längenunterschiede wurden die beiden Meilen in der damaligen Literatur ohne besonderen Hinweis benutzt, was dazu geführt hat, dass es unterschiedliche Angaben über die tatsächliche Länge gab. 1841 wurde die Länge der (deutschen) geographischen Meile von Friedrich Wilhelm Bessel (1784–1846) auf den Wert 7420,44 Meter korrigiert.
Unabhängig von der geographischen Meile war schon früher festgelegt worden, dass bei der Landesvermessung und bei der Anfertigung von Landkarten die Meile in Preußen eine Länge von 2000 rheinländischen Ruten haben soll. Nach der französischen Maßfestlegung von 1801 betrug die Länge dieser sogenannten preußischen Landmeile 7532,484 Meter. Nach Artikel 4 der Maß- und Gewichtsordnung für den Norddeutschen Bund wurde die Länge der Landmeile mit 7500,0000 Meter festgelegt.

### Volumenmaße
Zum damaligen Zeitpunkt wurden Waren in den meisten Fällen nicht gewogen, sondern gemessen. Als Richtmaß für trockene Schüttgüter (vorwiegend Getreide) wurde der Scheffel und für Flüssigkeiten das Quart verwendet, wobei es für Wein und Bier unterschiedliche Einteilungen gab. Wie bereits dargestellt, sollte bereits ab 1693 in Preußen die Gleichheit für den Scheffel und für das Quart herbeigeführt werden. Doch erst ab 1722 sind entsprechende Probier- oder Normgefäße bekannt, so dass für den Zeitraum zwischen 1693 und 1722 keine Aussage über die tatsächliche Größe des Scheffels bzw. des Quart gemacht werden kann.
Hohlmaß (für trockene Schüttgüter, vor 1816)
| 1 | Last     | = | 3  | Wispel   | ≈ | 3940,200 | Liter |
| 1 | Wispel   | = | 2  | Malter   | ≈ | 1313,400 | Liter |
| 1 | Malter   | = | 12 | Scheffel | ≈ | 656,700  | Liter |
| 1 | Scheffel | = | 4  | Viertel  | ≈ | 54,725   | Liter |
| 1 | Viertel  | = | 4  | Metzen   | ≈ | 13.680   | Liter |
| 1 | Metze    |   |    |          | ≈ | 3,420    | Liter |

Mit der neuen Maß- und Gewichtsordnung vom 16. Mai 1816 ergaben sich folgende Änderungen: Laut § 11 soll der Berliner Scheffel 3072 preußische Kubikzoll haben. Neun Berliner Scheffel sind demnach 16 preußische Kubikfuß. Laut § 12 ist die Berliner Metze ein Sechzehntel des Scheffels. Sie enthält demnach 192 preußische Kubikzoll oder neun Metzen sind ein Kubikfuß.
1 Kubikzoll = 17,882 Kubikzentimeter oder 0,0179 Liter (genau = 0,01789121 Liter).
1 Kubikfuß = 1728 Kubikzoll oder 30,915 Liter (genau 30,91565 Liter).
| 1 | Wispel   | = | 24 | Scheffel | ≈ | 1319,760 | Liter |
| 1 | Scheffel | = | 16 | Metzen   | ≈ | 54,960   | Liter |
| 1 | Metze    | = |    |          | ≈ | 3,435    | Liter |

Hohlmaß (Flüssigkeitsmaß für Wein, vor 1816)
| 1 | Fuder  | = | 4   | Oxhoft | ≈ | 898,800 | Liter |
| 1 | Oxhoft | = | 1 ½ | Ohm    | ≈ | 224,700 | Liter |
| 1 | Ohm    | = | 2   | Eimer  | ≈ | 149,800 | Liter |
| 1 | Eimer  | = | 2   | Anker  | ≈ | 74,900  | Liter |
| 1 | Anker  | = | 32  | Quart  | ≈ | 37.450  | Liter |
| 1 | Quart  | = | 2   | Ösel   | ≈ | 1,170   | Liter |
| 1 | Ösel   |   |     |        | ≈ | 0,585   | Liter |

Mit der neuen Maß- und Gewichtsordnung vom 16. Mai 1816 ergaben sich folgende Änderungen: Laut § 13 ist das Quart ein Drittel der Metze. Es enthält also 64 preußische Kubikzoll oder 27 Quart sind ein Kubikfuß. § 14: Der Eimer enthält 60 Berliner Quart, ein Oxhoft enthält drei, ein Ohm zwei, ein Anker einen halben Eimer.
| 1 | Fuder  | = | 4  | Oxhoft | ≈ | 824,400 | Liter |
| 1 | Oxhoft | = | 1½ | Ohm    | ≈ | 206.100 | Liter |
| 1 | Ohm    | = | 2  | Eimer  | ≈ | 137,400 | Liter |
| 1 | Eimer  | = | 2  | Anker  | ≈ | 68,700  | Liter |
| 1 | Anker  | = | 30 | Quart  | ≈ | 34,350  | Liter |
| 1 | Quart  |   |    |        | ≈ | 1,145   | Liter |

Hohlmaß (Flüssigkeitsmaß für Bier, vor 1816)
| 1 | Gebräude | = | 9  | Kupen    | ≈ | 4044,550 | Liter |
| 1 | Kupe     | = | 2  | Fass     | ≈ | 449,395  | Liter |
| 1 | Fass     | = | 2  | Tonnen   | ≈ | 224,700  | Liter |
| 1 | Tonne    | = | 4  | Oehmchen | ≈ | 112,350  | Liter |
| 1 | Oehmchen | = | 24 | Quart    | ≈ | 28,085   | Liter |
| 1 | Quart    | = | 2  | Ösel     | ≈ | 1,170    | Liter |
| 1 | Ösel     |   |    |          | ≈ | 0,585    | Liter |

Mit der neuen Maß- und Gewichtsordnung vom 16. Mai 1816 ergaben sich folgende Änderungen: Laut § 15 enthält die Biertonne 100 Quart.
| 1 | Gebräude | = | 9   | Kupen  | ≈ | 4122,000 | Liter |
| 1 | Kupe     | = | 2   | Fass   | ≈ | 458,000  | Liter |
| 1 | Fass     | = | 2   | Tonnen | ≈ | 229,000  | Liter |
| 1 | Tonne    | = | 100 | Quart  | ≈ | 114,500  | Liter |
| 1 | Quart    |   |     |        | ≈ | 1,145    | Liter |

Hohlmaß (sonstige Hohlmaße)
1 Leinsaattonne = 129,390 Liter
1 Tonne für Salz, Steinkohle, Koks usw. = 4 Scheffel = 219,850 Liter.
Körpermaße
1 Kubikfuß = 1728 Kubikzoll = 0,030916 Kubikmeter
1 Kubikrute = 1728 Kubikfuß = 53,4226 Kubikmeter
1 Klafter (sogenannter Kubikklafter) für Brennholz, Torf, Steine = 108 Kubikfuß = 3,3389 Kubikmeter
1 Schachtrute (Bauwesen) 144 Kubikfuß = 4,4519 Kubikmeter.

### Gewichtsmaße
Ähnlich wie bei den Längenmaßen müssen auch bei den Gewichten mehrere Perioden unterschieden werden. Es waren dies
1. Das alte Berliner Gewicht im Zeitraum bis 1816.
2. Das neue preußische Gewicht nach der Maß- und Gewichtsordnung vom 16. Mai 1816.
3. Die Einführung des Zollgewichtes zum 1. Januar 1840.
4. Die Einführung des Zollgewichtes als allgemeines preußisches Handelsgewicht am 1. Juli 1858.
In den vorstehend genannten Perioden gab es teilweise noch unterschiedliche Regelungen. So z. B. für das alte Berliner Gewicht:
1. Das Haupt-Richtgewicht oder die sogenannte cöllnische Münz-Mark.
2. Das Berliner Handelsgewicht
3. Das Medizinalgewicht
4. Das Juwelengewicht.
Bei den folgenden Gewichtsangaben in Gramm ist zu beachten, dass es sich hierbei um französische Gramm handelt, wie sie sich aus der französischen Maßfestlegung vom 2. November 1801 ergeben haben.
Definition des französischen Gewichtes: Das Kilogramm ist das Gewicht einer Menge destilliertem Wassers, im luftleeren Raum bei seiner größten Dichte, d. h. bei 4° nach dem 100teiligen oder bei 3,5° nach dem Reaumur’schen Quecksilberthermometers gemessen, welche einen Raum, gemessen nach dem definierten Kubikdezimeter, genau aus füllt.
zu 1. Ähnlich wie bereits bei den Längenmaßen beschrieben, gab es auch für die Gewichte eine große Anzahl unterschiedlichen Regelungen. Auf Grund seines Bekanntheitsgrades, die Entstehung wird auf die Mitte des 12. Jahrhunderts datiert, wurde das cöllnische Markgewicht als Referenzgewicht gewählt. Die cöllnische Mark wurde hierbei in 256 Pfennige und diese wiederum in 256 Richtpfenninge geteilt, so dass eine cöllnische Mark 256* 256 = 65536 Richtpfennigteile beinhaltete.
| Einteilung, als cöllnisches Silbergewicht:: |                    |   |                                  |           |   |                                     |                     |   |            |   |
| 1                                           | Pfund              | = | 2                                | Mark      | = | 131072                              | Richtpfenningsteile | = | 467,622    | g |
| 1                                           | Mark               | = | 8                                | Unzen     | = | 65536                               | Richtpfenningsteile | = | 233,811    | g |
| 1                                           | Unze               | = | 2                                | Lot       | = | 8192                                | Richtpfenningsteile | = | 29,226     | g |
| 1                                           | Lot                | = | 4                                | Quentchen | = | 4096                                | Richtpfenningsteile | = | 14,613     | g |
| 1                                           | Quentchen          | = | 4                                | Pfennige  | = | 1024                                | Richtpfenningsteile | = | 3,653      | g |
| 1                                           | Pfennig            | = | 1{\displaystyle {\tfrac {1}{8}}} | Grän      | = | 256                                 | Richtpfenningsteile | = | 0,913      | g |
| 1                                           | Grän               |   |                                  |           | = | 227{\displaystyle {\tfrac {5}{9}}}  | Richtpfenningsteile | = | 0,81184    | g |
| 1                                           | Richtpfenningsteil |   |                                  |           |   |                                     |                     | = | 0,00356768 | g |
| Einteilung als cöllnisches Goldgewicht:     |                    |   |                                  |           |   |                                     |                     |   |            |   |
| 1                                           | Mark               | = | 24                               | Karat     | = | 65536                               | Richtpfenningsteile | = | 233,811    | g |
| 1                                           | Karat              | = | 12                               | Grän      | = | 2730{\displaystyle {\tfrac {2}{3}}} | Richtpfenningsteile | = | 9,742123   | g |
| 1                                           | Grän               |   |                                  |           | = | 227{\displaystyle {\tfrac {5}{9}}}  | Richtpfenningsteile | = | 0,811844   | g |
| 1                                           | Richtpfenningsteil |   |                                  |           |   |                                     |                     | = | 0,00356768 | g |

zu 2. Das Berliner Handelsgewicht ist nach dem alten Berliner Normalgewicht beibehalten worden und wurde durch Standardgewichte repräsentiert, welche beim Berliner Magistrat verwahrt wurden. Das alte Berliner Normalpfund war aber 256 Richtpfenningsteile schwerer als das cöllnische Münzpfund.
| Einteilung |                  |   |   |           |   |        |                     |   |            |   |
| 1          | Pfund            | = | 2 | Mark      | = | 131328 | Richtpfenningsteile | = | 468,53588  | g |
| 1          | Mark             | = | 8 | Unzen     | = | 65664  | Richtpfenningsteile | = | 234,268    | g |
| 1          | Unze             | = | 2 | Lot       | = | 8208   | Richtpfenningsteile | = | 29,284     | g |
| 1          | Lot              | = | 4 | Quentchen | = | 4104   | Richtpfenningsteile | = | 14,642     | g |
| 1          | Quentchen        | = | 4 | Pfennige  | = | 1026   | Richtpfenningsteile | = | 3,660      | g |
| 1          | Pfennig          |   |   |           | = | 256,5  | Richtpfenningsteile | = | 0,91511    | g |
| 1          | Richtpfenngsteil |   |   |           |   |        |                     | = | 0,00356768 | g |

Für größere Gewichte gab es noch folgende Einteilung:
| Einteilung: |                               |   |    |                               |   |         |    |
| 1           | Zentner                       | = | 5  | schwere Steine                | = | 51,525  | kg |
| 1           | schwerer Stein                | = | 2  | leichte Steine                | = | 10,305  | kg |
| 1           | leichter Stein                | = | 11 | Pfund Berliner Handelsgewicht | = | 5,153   | kg |
| 1           | Pfund Berliner Handelsgewicht |   |    |                               | = | 468,535 | g  |

Des Weiteren gab es noch folgende Einteilung als Schiffsgewicht:
| Einteilung |                               |   |    |                               |   |          |    |
| 1          | Last                          | = | 12 | Schiffspfund                  | = | 1574,400 | kg |
| 1          | Schiffspfund                  | = | 20 | Lispfund                      | = | 131,200  | kg |
| 1          | Lispfund                      | = | 14 | Pfund Berliner Handelsgewicht | = | 6,559    | kg |
| 1          | Pfund Berliner Handelsgewicht |   |    |                               | = | 468,535  | g  |

zu 3. Medizinalgewicht. Im größten Teil von Deutschland war das Nürnberger Medizinalgewicht in den Apotheken eingeführt. Durch einen Direktorial-Befehl von 1786 wurde dieses für die königlichen Staaten von Preußen für verbindlich erklärt. Durch eine exakte Auswiegung wurde festgestellt, dass das Pfund Medizinalgewicht 100224 Richtpfenningsteile wog.
| Einteilung |                    |   |    |          |   |        |                     |   |            |   |
| 1          | Pfund              | = | 12 | Unzen    | = | 100224 | Richtpfenningsteile | = | 357,567    | g |
| 1          | Unze               | = | 8  | Drachmen | = | 8352   | Richtpfenningsteile | = | 29,797     | g |
| 1          | Drachme            | = | 3  | Skrupel  | = | 1044   | Richtpfenningsteile | = | 3,725      | g |
| 1          | Skrupel            | = | 20 | Gran     | = | 348    | Richtpfenningsteile | = | 1,242      | g |
| 1          | Gran               |   |    |          | = | 17,4   | Richtpfenningsteile | = | 0,062075   | g |
| 1          | Richtpfenningsteil |   |    |          |   |        |                     | = | 0,00356768 | g |

zu 4. Juwelengewicht. Durch einen Direktorialbefehl im Jahre 1786 wurde für die preußischen Staaten das englische Juwelengewicht verbindlich eingeführt. Das große Normal-Juwelengewicht, welches sich im Berliner Eichamt befand, wog 64 Karat, welche genau 3688 Richtpfenningsteile entsprachen.
1 Richtpfenningsteil = 0,00356768 g.
1 Karat = 3688 * 0,00356767 : 64 = 0,2055829 g.
Das Juwelengewicht wurde eingeteilt in: 1⁄2 – 1⁄4 – 1⁄8 – 1⁄16 – 1⁄32 – 1⁄64 Karat.

Durch die neue Maaß- und Gewichtsordnung vom 16. Mai 1816 ergaben sich folgende Änderungen:
1. § 18: Das Gewicht eines preußischen Kubikfußes destillierten Wassers, im luftleeren Raume bei einer Temperatur von 15° des Reaumurschen Quecksilber-Thermometers wird in sechsundsechzig gleiche Teile geteilt. Ein solcher Teil ist ein preußisches Pfund. Eine andere Erklärung lautete: Das Gewicht eines preußischen Kubikzolls des dichtesten destillierten Wassers im luftleeren Raum bei 15 Grad Celsius gemessen beträgt 17,863973659 g. Wird dieses Gewicht mit 1728 (Kubikzoll auf einen Kubikfuß) multipliziert und durch 66 dividiert, so findet man das Gewicht eines preußischen Pfundes mit 467,711310 g.
2. § 19: Die Hälfte dieses Pfundes kommt genau mit der bisher bei dem preußischen Münzwesen üblichen cöllnischen Mark überein und soll auch ferner unter der Bezeichnung: preußische Mark zum Wiegen der Münzen und des Goldes und Silbers gebraucht werden.
| Einteilung: |           |   |     |           |   |           |                          |
| 1           | Zentner   | = | 110 | Pfund     | = | 51448,244 | g                        |
| 1           | Pfund     | = | 2   | Mark      | = | 467,711   | g                        |
| 1           | Mark      | = | 16  | Lot       | = | 233,856   | g                        |
| 1           | Lot       | = | 4   | Quentchen | = | 14,616    | g                        |
| 1           | Quentchen | = | 4,5 | Grän      | = | 3,654     | g                        |
| 1           | Grän      |   |     |           | = | 0,812     | g (genau: 0,8119988o3 g) |

3. § 20: die doppelte Einteilung der Mark für Gold in vierundzwanzig Karat und für Silber in sechzehn Lote soll nicht mehr offiziell gebraucht, sondern die Mark für alle edlen Metalle bloß in zweihundertachtundachtzig Grane eingeteilt werden.
4. § 21: Das preußische Pfund nach § 18 soll auch als Kramergewicht dienen und zu diesem Zweck in zweiunddreißig Lot, das Lot aber in vier Quentchen geteilt werden.
| Einteilung: |           |   |    |           |   |         |   |
| 1           | Pfund     | = | 32 | Lot       | = | 467,711 | g |
| 1           | Lot       | = | 4  | Quentchen | = | 14.616  | g |
| 1           | Quentchen |   |    |           | = | 3,653   | g |

5. § 22: Einhundertundzehn Pfund sind ein preußischer Zentner.
6. § 23: Nach Steinen und Schiffspfunden soll bei öffentlichen Verhandlungen nicht mehr gerechnet werden. Dagegen soll eine preußische Schiffslast viertausend Pfund betragen.
7. § 25: Das Medizinalgewicht behält seine übliche Einteilung. Danach hat das Medizinalpfund 12 Unzen, die Unze 8 Drachmen, die Drachme 3 Skrupel, der Skrupel 20 Gran. Das Gewicht dieser Teile soll so bestimmt werden, dass das Medizinalpfund 24 preußische Lot, die Unze 2 Lot, die Drachme 1 preußisches Quentchen enthält.
| Einteilung: |         |   |    |          |   |           |   |
| 1           | Pfund   | = | 12 | Unzen    | = | 350,748   | g |
| 1           | Unze    | = | 8  | Drachmen | = | 29,232    | g |
| 1           | Drachme | = | 3  | Skrupel  | = | 3,654     | g |
| 1           | Skrupel | = | 20 | Gran     | = | 1,218     | g |
| 1           | Gran    |   |    |          | = | 0,0608999 | g |

8. § 26: Juwelen werden auch ferner nach Karat und deren Einteilung in 1⁄2 – 1⁄4 – 1⁄8 – 1⁄16 – 1⁄32 – 1⁄64 gewogen. Einhundert solcher Karate sollen neun preußische Quentchen gleich sein.
1 Quentchen = 3,654 g
1 Karat = 3,654 * 9 : 160 = 0,2055375 g.
Zollpfund: Nach der Gründung des Deutschen Zollvereins zum 1. Januar 1834 wurde mit einer königlich preußischen Verordnung vom 31. Oktober 1839 mit Wirkung zum 1. Januar 1840 für öffentliche Belange (Zoll- und Steuerfragen) ein sogenanntes Zollgewicht eingeführt.
| Einteilung: |             |   |     |           |   |     |   |
| 1           | Zollzentner | = | 100 | Zollpfund |   |     |   |
| 1           | Zollpfund   | = | 30  | Zolllot   | = | 500 | g |

Es muss hierbei beachtet werden, dass es sich hierbei wieder um Gewichte in der französischen Definition handelt.
Durch ein Gesetz vom 17. Mai 1856 wurde in Preußen das Zollgewicht zur Einheit des preußischen Gewichtes mit Wirkung zum 1. Juli 1858 erklärt.
| Einteilung: |             |   |     |           |   |        |                          |
| 1           | Pfund       | = | 30  | Lot       | = | 500    | g (exakt per Definition) |
| 1           | Lot         | = | 10  | Quentchen | = | 16 2⁄3 | g                        |
| 1           | Quentchen   | = | 10  | Cent      | = | 1 2⁄3  | g                        |
| 1           | Cent        | = | 10  | Korn      | = | 1⁄6    | g                        |
| 1           | Zentner     | = | 100 | Pfund     |   |        |                          |
| 1           | Schiffslast | = | 40  | Zentner   | = | 2000   | kg                       |

Mit der Einführung der Maß- und Gewichtsordnung für den Norddeutschen Bund vom 17. August 1868 mit Wirkung zum 1. Januar 1872 hörte die preußische Eigenständigkeit in der Maß- und Gewichtsgestaltung auf.